# Johann Georg Kauffer von Sturmwehr
Johann Georg Kauffer von Sturmwehr, auch Johann Georg Kaufer von Sturmwehr, tschechisch Jan Jiří Kaufer ze Sturmwehru (geb. 1616 in Prag; gest. nach 1664) war ein böhmischer Adliger, Jurist sowie Hauptmann der Studentenkompagnie während der Belagerung Prags gegen Ende des Dreißigjährigen Krieges. Der böhmische König Kaiser Ferdinand III. zeichnete Kauffer 1649 für seine Teilnahme an der Verteidigung aus.

## Leben
Sein Vater Johann Georg Kauffer († 1632) war Jurist und stammte angeblich aus Reich. Nach Prag ist er gegen 1590 angekommen. Er erhielt Amt eines Appelationsrat und nach dem Jahr 1616 benutzte er Wappen und Prädikat „von Arnsdorf und Mohrau“.
Als schwedische Truppen unter General Johan Banér Prag im Jahre 1639 belagerten, wurde in Prag eine Studentenlegion aufgestellt, der Johann Georg Kauffer beitrat. Er wurde für seinen Einsatz ausgezeichnet. Kauffer wurde zum Doktor beider Rechte promoviert.
Am 26. Juli 1648 nahm der schwedische General Hans Christoph von Königsmarck die Prager Kleinseite ein und belagerte die Stadt erneut. Es wird berichtet, Kauffer habe die im Carolinum aufbewahrte Fahne der Studentenlegion vor das Altstädter Rathaus gebracht. Während der Belagerung wurde Kauffer verwundet.

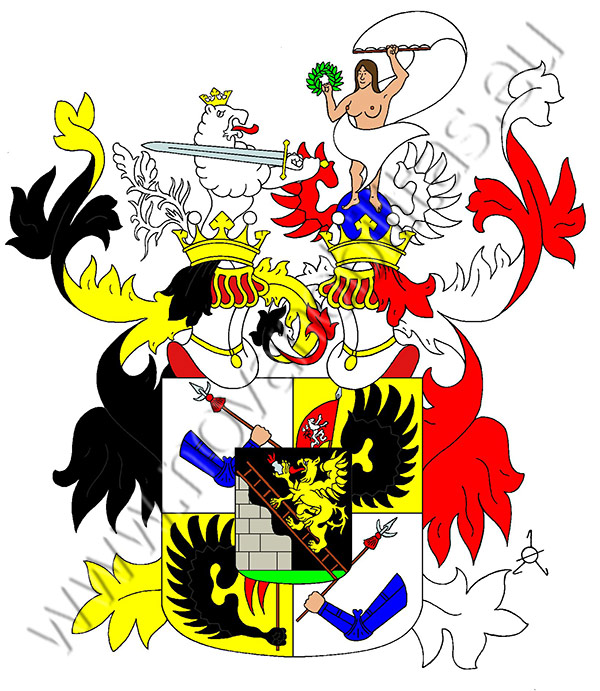
Wappen von Johann Georg Kauffer von Sturmwehr

Nach Abzug der schwedischen Truppe wurden vielen Offizieren, Bürgern und Studenten auf ihren Wunsch von der Generalität Zeugnisse über ihre Beteiligung an der Verteidigung ausgestellt. Mit diesen begaben sie sich zum Königshof, wo sie mit Adelstiteln, Goldgeschenken, Ämtern und Stellungen belohnt wurden. Kauffer wurde mit dem Wappen und Titel „von Sturmwehr“ in den Adelsstand eines Ritters erhoben und zum königlichen Appellationsrat ernannt. Zudem erhielt er eine goldene Gnadenkette. Kauffer erwirkte für die freien Mitglieder der Studentenkompagnie die Erhebung in den Adelsstand, und für die untertänigen Mitglieder die Freisprechung von ihren Erbherren. Aus dem königlichen Steuerfond wurden 5000 Rheinische Gulden unter die Mitglieder der Studentenkompagnie verteilt, sodass jeder 18 Gulden 20 Kreuzer erhielt.
Als Jurist war Kauffer später unter anderem Mitglied der Kommission, welche über die Anzeige entscheiden sollte, die Wenzel Bernard Winbersky am 28. August 1664 gegen den Prager Oberrabbiner Aaron Simeon Spira-Wedeles wegen des sich später als falsch erwiesenen Vorwurfs erstattete, einen zum Katholizismus konvertierten Knaben ermordet zu haben.
Die Person Kauffers wurde zur Zeit des Nationalsozialismus in mehreren während des Zweiten Weltkrieges erschienenen Publikationen erneut herausgestellt.